# Abbaye Notre-Dame de Landèves
Pour les articles homonymes, voir Abbaye Notre-Dame.
L'abbaye Notre-Dame de Landèves est un prieuré de chanoines réguliers de Saint-Augustin de la congrégation de France (Génovéfains) fondé en 1219, à Landèves (écart de Ballay), qui obtient le titre d'abbaye en 1623.

## Histoire
C'est d'abord un prieuré, dépendant de l'abbaye du Val des Écoliers de Verbiesles, fondé en 1219 par deux frères, les seigneurs de Ballay, qui lui donnent tous leurs biens et s'y font religieux. Valchiers (Wautier ou Gautier), seigneur de Vandy donne la place pour bâtir le prieuré, et des biens pour l'achèvement de l'édifice, en un lieu appelé Notre-Dame de Bosco, à l'entrée d'un petit vallon, tout près de l'ancien camp romain à Chestres. En 1285, Hugues le Large lègue 20 sous parisis, pro pitancia, pour la nourriture des moines.
Elle est érigée en abbaye en 1623 par une bulle du pape Urbain VIII. Elle est unie à la Congrégation de Sainte Geneviève en 1633.
L'abbaye, comme toute la région subit les effets de la guerre de Trente Ans (1618-48), et celles de la Fronde (1648-58). Elle est attaquée deux fois, pillée, rançonnée en 1632.
En 1645, elle subit une soudaine et terrible attaque d'un parti espagnol en garnison à Montmédy. Plusieurs bâtiments sont détruits, l'église pillée, les religieux poursuivis et quelques-uns massacrés, l'abbé est emmené prisonnier. Il n'est libéré qu'après le paiement d'une rançon si forte que les revenus de l'abbaye sont pour longtemps engagés. À la fin du XVIIIe siècle, les religieux de Landèves ne sont plus que six.
Son église est brûlée en 1652. Le couvent et l'abbatiale sont reconstruits en 1746-1749
Le 13 février 1790, l'Assemblée constituante prononce l'abolition des vœux monastiques et la suppression des congrégations religieuses. L'abbaye est vendue comme bien national. Le couvent est rasé.

## Prieurs
- v. 1238 : Pierre
- v. 1293 : Jean de Grandpré, aumônier du roi Philippe le Bel et confesseur de la reine Jeanne[4]
- v. 1319 : Jehan de Terron
- v. 1329 : Renaud
- v. 1489 : Jehan de Corbeil
- Jean Convers

## Abbés
- 1624 : Denis Le Cointre, vicaire-général de l'ordre des Écoliers du Christ, premier abbé.
- Jehan Le Boy, coadjuteur et neveu du précédent
- v. 1645 : Jean Le Roi (†1656)
- Anne-René-Louis d'Apremont (†1638), seigneur de Vandy
- v. 1672 :  René-Louis d'Apremont
- 1720 : Louis Devau,  chancelier de l'université, vicaire-général de François de Mailly, archevêque de Reims[5].
- Pierre-Joseph Perreau (1722-1805), vicaire général aux îles du Vent , évêque de Tricomie
- 1778 : Charles-Séverin de Caqueray, prêtre du diocèse de Rouen, institué abbé de Landèves, par bulle du 16 février 1778
- 1790 : Le dernier abbé de Landèves était confesseur de Marie-Antoinette[Lequel ?][3], peut-être (Mathieu-Jacques de Vermond)[réf. souhaitée].

## Prieurs
Le prieur, depuis la mise en commende (1516), était le véritable chef du monastère.
- v. 1672 :  Étienne Noel, prieur
- François-Joseph Maillefer (†1782)[6]

## Patrimoine foncier
Les grandes donations furent le fait des seigneurs du voisinage : Baudouin de Vandy et Hugues de Ballay, dit le diable ; de Warnier et Hugues de Sommepy ; Milet, fils de Jean ; des beaux-frères de Milet : bois, terres, prés de Caunoy. Jean de Caunoy, écuyer, vend en viager tous ses biens, droits et propriétés qu'il a ou peut avoir au terroir de Caunoy en maisons, édifices, près, terres, bois, vignes, ban, justices et autres choses tenues en fiefs et hommage, aux religieux de Landèves pour le prix de 200 livres parisis.
L'abbaye de Landèves jouissaient de biens importants ; de vastes domaines en dépendaient, à Boult-aux-Bois, à Chestres, à Grivy-Loisy, à Longwé, à Toges, et principalement la forêt de Landèves, un moulin à farine à Landèves au XIVe siècle.
Elle possédait les deux censes de Grivy-Loisy, les terres de Théline, de Blaise et Sainte-Marie, la tuilerie de Toges et terrains de 10 cartels annexés, la seigneurie de Toges, Chamiot avec un vivier, une portion de la rivière à Falaise, le moulin de Falaise, terres, près et vignes à Chestres, la ferme de Chartogne, plaine et prévôté de Bourc, la ferme de Brieulles-sur-Bar, près de 92 arpents, Claire-Fontaine et partie de Merlan (Boult), La  forêt de Landèves 420 arpents et  des cens et surcens, des redevances annuelles en grains, ou en argent, sur des moulins, sur quantité de lieux ou de personnes. L'étendue des terres possédées par l'abbaye devait s'élever à environ 2000 arpents : Toges, 600 ; Houpillard, 350. Bois de Landèves 425 ; Théline et Blaise, Grivy à plus de 100, Brieules 100 environ. Le reste pour les censes ou pièces moindres, mais très nombreuses.
L'abbaye avait un refuge de paix ou Metz, La Maison de Landèves, pour y retirer, en temps de guerre, les meubles et les ornements de l'église, servir aussi d'hôtellerie aux religieux en voyage. Cette maison était située à Reims, dans la rue du Barbâtre, en face du Metz des Chartreux du Mont-Dieu. Le 22 décembre 1670, ils s'en dessaisissaient au profit de Nicolas Roland qui en fera un orphelinat.

## Héraldique
| Armes du couvent des religieux de Notre-Dame de Landèves. | Les armes du couvent des religieux de Notre-Dame de Landèves se blasonnent ainsi : D'azur à une Notre-Dame tenant sur son bras dextre l'Enfant Jésus, le tout d'or. |